# Les Cadeaux
Pour plus de détails, voir Fiche technique et Distribution.
Les Cadeaux est une comédie française réalisée par Raphaële Moussafir et Christophe Offenstein et sortie en 2024,.

## Fiche technique
Sauf indication contraire, les informations mentionnées dans cette section peuvent être confirmées par les bases de données cinématographiques IMDb et Allociné,  présentes dans la section « Liens externes ».
- Titre original : Les Cadeaux
- Réalisation : Raphaële Moussafir et Christophe Offenstein
- Scénario : Raphaële Moussafir et Stéphane Kazandjian
- Musique : Astrid Gomez-Montoya et Rebecca Delannet
- Décors :
- Costumes :
- Photographie : Christophe Offenstein
- Son :
- Montage : Samuel Danési
- Production : Antoine Rein
- Sociétés de production : France 3 Cinéma, Karé Productions et Marvelous Productions
- Sociétés de distribution : Warner Bros. et Ginger & Fed
- Pays de production :  France
- Langue originale : français
- Format : couleur
- Genre : Comédie
- Durée : 84 minutes
- Dates de sortie :
  - France : 25 décembre 2024

## Distribution
- Chantal Lauby : Françoise Stein
- Gérard Darmon : Michel Stein
- Camille Lellouche : Charlotte Stein
- Max Boublil : Jérôme Stein
- Mélanie Doutey : Julie
- Vanessa Guide : Océane
- Gringe : Adrien
- Tom Leeb : Dan
- Liliane Rovère : Tante Rivka
- Charlie Yeramian : Juliette
- Jean-Jacques Vanier : Di Ferrazzino, le psy